# 阿爾馬鎮區 (阿肯色州克勞福德縣)
阿爾馬鎮區（英語：Alma Township）是位於美國阿肯色州克勞福德縣的一個行政鎮區。

## 地方資料
阿爾馬鎮區的面積為61.96平方千米，當中陸地面積為60.35平方千米，而水域面積為1.61平方千米。根據2010年美國人口普查的數據，當地共有人口7054人，而人口密度為每平方千米113.85人。